# Habib ibn Abi-Ubayda al-Fihrí
Habib ibn Abi-Ubayda ibn Uqba ibn Nafi al-Fihrí (àrab: حبيب بن أبي عبيدة بن عقبة بن نافع الفهري, Ḥabīb b. Abī ʿUbayda b. ʿUqba b. Nāfiʿ al-Fihrī) o, més senzillament, Habib ibn Abi-Ubayda al-Fihrí (? - Bagdoura, octubre de 741) fou un comandant de l'exèrcit àrab, membre de la família dels fíhrides o úqbides, que tingué un paper important en la història primerenca d'Ifríqiya i l'Àndalus.

## Biografia
Habib ibn Abi-Ubayda al-Fihrí era un net d'Uqba ibn Nafi al-Fihrí, conqueridor del nord d'Àfrica. Habib fou l'iniciador de la nissaga fíhrida o dels fíhrides, família de l'aristocràcia àrab que dominà Kairuan.
Habib ibn Abi-Ubayda participà en l'expedició de 712 del governador d'Ifríqiya Mussa ibn Nussayr per conquerir Hispània. El 714, Habib fou designat juntament amb el mateix fill de Mussa, Abd-al-Aziz ibn Mussa ibn Nussayr, com a sotsgovernador de l'Àndalus. Ibn Khaldun al·lega que fou Habib qui va rebre l'ordre d'assassinar Abd-al-Aziz l'any 716 i la dugué a terme, i que portà personalment el cap d'Abd-al-Aziz a Damasc i el presentà al califa Sulayman ibn Abd-al-Màlik
Habib finalment tornà al nord d'Àfrica, i es convertí en un dels principals comandants de l'exèrcit d'Ifríqiya, en particular durant el mandat d'Ubayd-Al·lah ibn al-Habhab com a governador d'Ifríqiya del 734. Ubayd-Al·lah, un administrador inherent, semblava tenir gran confiança en Habib sobre qüestions militars.
El 735, Habib portà els exèrcits àrabs a la conquesta de la vall de Sus al sud del Magreb occidental. Així afermà millor aquestes zones d'influència dins el califat omeia.
A principis de 740, Habib dirigí una gran expedició àrab a Sicília, en el que fou possiblement el primer intent d'una invasió a gran escala de l'illa (en lloc d'una simple incursió). Habib tingué un desembarcament amb èxit i posà un breu setge a Siracusa, assegurant la seva submissió al tribut.
Al Magreb occidental esclatà una gran revolta amaziga durant l'absència de Habib. Pel que sembla, el líder amazic Maysara al-Matgharí, dels Matghara, retardà l'inici de l'aixecament fins que Habib hagués partit amb el gruix de l'exèrcit d'Ifríqiya cap a Sicília. En saber la notícia, Habib avortà la campanya de Sicília, i envià el seu exèrcit ràpidament de tornada cap a Àfrica per ajudar a sufocar l'aixecament.
Mentre esperava la tornada de Habib, Ubayd-Al·lah muntà una columna de cavalleria pesant amb els nobles de Kairuan, col·locant-la sota el comandament de Khalid ibn Abi Habib al-Fihrí. Aquesta columna fou per posar una línia de contenció als afores de Tànger i mantenir els rebels sota control, fins a l'arribada de Habib amb el seu exèrcit expedicionari de Sicília. Però els rebels amazics no esperaren. Sota el seu nou líder, Khalid ibn al-Hamid Zanati, els amazics atacaren i aniquilaren la columna àrab en el que es conegué com la batalla dels Nobles a finals d'octubre/novembre de 740.
L'exèrcit de Habib ibn Abi-Ubayda arribà massa tard per evitar la matança dels nobles. Incapaç d'agafar els amazics sense més ajuda, retirà el seu exèrcit a Tlemcen per recuperar forces, però només trobà la ciutat en desordre. El comandant de la guarnició dels Omeias, Ibn al-Mughira, havia iniciat, en un estat de pànic, una sèrie de matances indiscriminades en un esforç preventiu per sufocar un aixecament i acabà provocant el propi aixecament. Enfadat i enutjat, Habib deixà caure la seva fúria sobre Mussa ibn Abu Khalid, un capità omeia que s'havia endarrerit amb valor per la recollida de les forces lleials. Acusant-lo de provocar l'aixecament, Habib ordenà que tallessin una mà i una cama de Mussa.
Recollint les restes de l'exèrcit dels Omeias a Ifríqiya, Habib ibn Abi-Ubayda s'atrinxerà en una línia defensiva a l'entorn de Tlemcen (o potser endarrere fins a Tahert) i feu una crida a Kairuan per reforços. La seva sol·licitud fou remesa cap a Damasc.
A la primavera de 741, el califa omeia Hixam ibn Abd-al-Màlik envià un nou governador, Kulthum ibn Iyad al-Quxayrí, al capdavant d'un exèrcit àrab fresc, elaborat a partir dels ajnad (plural de jund) sirians. La cavalleria de Síria, a les ordres del nebot de Kulthum, Balj ibn Bixr al-Quxayrí, fou la primera a arribar a Kairuan i que s'imposà a la ciutat, allotjant les tropes, requisant els subministraments i amenaçant als seus habitants. La gent de Kairuan recorregué a Habib ibn Abi-Ubayda per obtenir ajuda (llavors encara acampat als voltants de Tlemcen, amb uns 40.000 soldats d'Ifríqiya). Enfurismat pels informes, Habib envià una missiva pujada de to a Kulthum, amenaçant amb dirigir el seu propi exèrcit contra els sirians si no frenava el seu nebot i posava fi als abusos a Kairuan.
La unió entre els exèrcits de Síria i d'Ifríqiya prop de Tlemcen no anà més suau. Els ifriqins encara estaven molestos pels informes sobre Kairuan i ofesos per la prepotència siriana, mentre que els sirians estaven indignats davant el que perceberen com una ingratitud. Balj portà immediatament la qüestió de les amenaces que Habib havia fet en la seva carta pujada de to al seu oncle Kulthum ibn Iyad i li exigí que arrestés el comandant d'Ifríqiya per traïció. Habib, al seu torn amenaçà amb aixecar el campament si Kulthum no cridava al seu nebot a l'ordre i tractava els ifriqins amb més respecte. Els exèrcits gairebé arribaren a les mans. Amb diplomàcia suau, Kulthum aconseguí disminuir les disputes i mantenir els exèrcits junts. Però els ressentiments mutus podrien tenir un paper en els fets que seguiren més endavant.
L'exèrcit conjunt sirià-ifriqí s'enfrontà amb els rebels amazics a la batalla de Bagdoura, pel riu Sebou (prop de Fes moderna) A l'octubre de 741. En la configuració de la batalla, Kulthum menyspreà l'experiència i el consell de Habib ibn Abi-Ubayda sobre com lluitar contra els amazics- 'peu per peu, cavall per cavall' - i en el seu lloc envià la cavalleria àrab contra la infanteria dels amazics. Foners i tropes amazigues de llançaments els descavalcaren i els separaren ràpidament, privant als àrabs del seu millor actiu. Els amazics després caigueren sobre la infanteria àrab, aclaparats en nombre, i apuntant als seus comandants. La columna d'Ifríqiya fou la primera en ser colpejada, i Habib ibn Abi-Ubayda entre els primers en morir.
Un cop fou sabut que Habib havia caigut, les tropes d'Ifríqiya no sentiren cap obligació de quedar-se al camp de batalla amb els sirians odiats i ràpidament trencaren files i fugiren, deixant als sirians lluitar sols. La derrota esdevingué tot seguit. Al voltant de dos terços de les forces àrabs, entre ells el governador Kulthum, foren assassinats o capturats pels amazics.
El romanent de la tropa d'Ifríqiya fugí de manera dispersa de nou cap a Kairuan, mentre que la resta de l'exèrcit sirià, es mantingué unida amb Balj ibn Bixr al-Quxayrí que corregué cap a Ceuta i s'assegurà el pas cap a l'Àndalus. El fill gran de Habib, Abd-ar-Rahman ibn Habib al-Fihrí, sobrevisqué a la batalla i acompanyà als sirians cap a l'Àndalus.
Sobrevisqueren diversos fills de Habib, a destacar Abd-ar-Rahman, Ilyas, Abd-al-Wàrith, Amran i Ismaïl. El 745 es feren càrrec i governaren Ifríqiya com un domini de la família fíhrida. Un dels fills de Habib, Ismaïl ibn Habib al-Fihrí, renuncià a embarcar i a la política familiar i anà cap a l'interior del Màgrib per organitzar campanyes contra els amazics nòmades del desert que habitaven més avall de la vall de Sus, empenyent-los cap a la regió del que avui és el Sàhara Occidental i Mauritània. Un dels seus comandants informà, pels volts de 764, que les seves expedicions havien arribat tant al sud com «el Nil», en referència, tanmateix, al riu Senegal.